# Alfentanyl
Alfentanyl – organiczny związek chemiczny, silny, krótko działający opioidowy lek przeciwbólowy. Pod względem chemicznym jest pochodną piperydyny i analogiem fentanylu, od którego jest kilkakrotnie (3–4 razy) słabszy. Działanie przeciwbólowe, znieczulające i uspokajające pojawia się już po kilku minutach od podania i utrzymuje się kilkanaście minut, co jest związane z gwałtownie zachodzącymi procesami dystrybucji i redystrybucji. Efekt terapeutyczny wywoływany jest głównie poprzez agonistyczne działanie na receptor μ. Stosowany jest wyłącznie w anestezjologii w celu podtrzymania znieczulenia ogólnego w czasie zabiegu operacyjnego. Działa przeciwbólowo 40 razy krócej od morfiny. Zapewnia dobrą stabilizację układu krążenia, nie działa depresyjnie na mięsień sercowy.

## Działania niepożądane
Działania uboczne są typowe dla leków opioidowych, lecz powikłania sercowo-naczyniowe są rzadsze niż w przypadku fentanylu i innych jego analogów. Obserwuje się natomiast głębszą depresję ośrodka oddechowego trwającą 30 do 50 minut. W niewydolności wątroby znacznemu wydłużeniu ulega okres półtrwania, powodując konieczność zmniejszenia dawek leku. Alfentanyl powoduje również zaburzenia hormonalne typowe dla opioidów – wzrost wydzielania hormonu wzrostu, hormonu antydiuretycznego, kortyzolu oraz amin katecholowych.

## Dawkowanie
Dawkowanie alfentanylu:
- przy znieczuleniu krótszym niż 30 min ze spontaniczną wentylacją stosuje się dawki 8–20 μg/kg m.c., a następnie dawki podtrzymujące 3–5 μg/kg m.c. co 5–20 min;
- przy znieczuleniu dłuższym niż 30 min ze spontaniczną wentylacją stosuje się dawki 20–75 μg/kg m.c., a następnie dawki podtrzymujące 5–15 μg/kg m.c.;
- w indukcji anestezji z wentylacją dłuższej niż 45 min stosuje się dawki 130–245 μg/kg m.c., a następnie dawki podtrzymujące 0,5–15 μg/kg m.c./min.

## Preparaty
Na chwilę obecną żaden preparat zawierający alfentanyl nie jest dopuszczony do obrotu na terenie Polski.